# 彼特羅韋利峰
50°32′6″S 73°21′27″W / 50.53500°S 73.35750°W
彼特羅韋利峰是南美洲的山峰，位於阿根廷和智利接壤的邊境，處於麥哲倫-智利南極大區烏爾蒂馬埃斯佩蘭薩省和聖克魯斯省阿根廷湖縣，屬於安第斯山脈的一部分，海拔高度2,850米。